# Piero Carminati
Piero Carminati (Genova, 8 gennaio 1921 – 24 novembre 2015) è stato un militare italiano.

## Biografia
Figlio di Domenico, ufficiale della Regia Marina e di Amelia Bettinelli, fu allievo della Scuola Militare Nunziatella di Napoli.
Divenuto ufficiale della marina militare col grado di sottotenente di vascello, entrò a far parte della Xª Flottiglia MAS.
Con questa unità, Carminati partecipò a numerose incursioni contro unità nemiche, alla guida di barchini M.T.S.M..
In particolare nell'estate del 1942 fu l'autore, insieme alla propria unità, di un ciclo di incursioni ai danni di unità nemiche che percorrevano la rotta per Malta. Le operazioni dei barchini avvenivano sotto la copertura delle unità denominate Cefalo, Sogliola e Costanza, pescherecci adattati allo scopo di occultare i barchini d'assalto.
Nel periodo tra l'agosto ed il settembre 1942, Carminati fu parte dell'autocolonna Giobbe, operante lungo la costa della Marmarica sotto il comando del Capitano di Fregata Ernesto Forza, e che prese nuova base ad El Dab'a, località egiziana a circa 50 chilometri da El Alamein. L'autocolonna Giobbe era dotata di tre barchini siluranti M.T.S.M., il cui scopo tattico era quello di effettuare incursioni ai danni di unità navali nemiche in appoggio alle operazioni di terra.
La notte del 29 agosto 1942, Carminati pilotò, insieme con il sottocapo Cesare Sani, il M.T.S.M. 228 contro quattro cacciatorpediniere britanniche e colpì la HMS Eridge nonostante la violenta difesa delle unità nemiche. La Eridge fu successivamente attaccata da aerei della tedesca Luftwaffe i quali, nella confusione del momento, colpirono erroneamente ed incendiarono anche il barchino italiano.
Carminati comunque sopravvisse all'accaduto e raggiunse a nuoto la costa. Per la perizia ed il coraggio dimostrati, gli venne assegnata nel 1993 la medaglia d'argento al valor militare, commutata in medaglia d'oro al valor militare nel 1993. 
Dopo le azioni in terra d'Africa, si ha notizia di Piero Carminati, ora tenente di vascello, come Comandante della MS 74 che trasportò due Chariots inglesi, copia dei nostri "Maiali", con personale britannico che avevano l'obiettivo di attaccare gli incrociatori pesanti Bolzano e Gorizia che, danneggiati e immobilizzati, stazionavano nella rada della Spezia.  Parteciparono all'operazione (QWZ) due MTSM con a bordo tre operatori Gamma che dovevano minare un sommergibile e alcuni mercantili. Era la notte del 21 giugno 1944. L'operazione ebbe successo, in quanto le cariche esplosive applicate alla chiglia del Bolzano e di un sommergibile posto nei pressi, esplosero come previsto, danneggiando entrambe le unità. Gli incursori vennero raccolti dagli operai del turno di notte dei cantieri navali Ansaldo, rifocillati e rivestiti con tute da operaio, e quindi avviati ad Arcola, dove furono consegnati al rappresentante locale del CLN, l'ufficiale dell'aeronautica Michele Stretti. Attraverso un paio di passaggi ad altrettanti gruppi partigiani, riuscirono alla fine a rientrare a Lucca, dietro le linee Alleate. Gli operatori inglesi furono catturati e non poterono presentarsi all'appuntamento con in due MTSM trasportati dalla MS 74 inviati la notte del 23 giugno.  Il 19 aprile 1945 il TV Carminati, al comando della MS 74 che trasportava due Chariots inglesi ma questa volta con equipaggi italiani e trainava un MTSM (un altro MTSM era rimorchiato da una unità britannica), partecipò all'operazione "Toast" che aveva l'obiettivo di attaccare la Portaerei Aquila, immobilizzata e incompleta, nel porto di Genova. L'operazione ebbe successo e gli equipaggi furono recuperati. Per questa operazione il comandante Carminati ottenne la MAVM: 